# 淡路市北淡歴史民俗資料館
淡路市北淡歴史民俗資料館（あわじしほくだんれきしみんぞくしりょうかん）は、兵庫県淡路市浅野南にある公立の博物館。
淡路島に関する古文書、古地図、農具、タコツボや市内の遺跡からの出土品など、約3500点の資料が展示されている。

## 展示
保存館・展示館・収蔵館の3棟からなる。

### 保存館（旧原家住宅）
寛保2年に建てられた第65代衆議院議長・原健三郎の生家。江戸中期の農家の主屋である旧原家住宅（兵庫県指定重要有形民俗文化財）を移築復元したもので、建物内には衣・食・住を組み合わせた民俗資料を展示している。建物は淡路島北部地域によく見られた茅葺き寄棟造りの建物で、昭和50年に現在の場所に移築された。

### 展示館
1階では、布団だんじり、水引幕、狭間彫刻など淡路市の祭りに関する資料や各地域ごとの特色ある祭りを展示している。
2階では、江戸時代末期の国学者・鈴木重胤の関係資料のほか、船乗りや漁師が着ていた獅子のどんざ、民具などを展示している。

### 収蔵館
1階ホールでは、貴船神社遺跡で発見された古墳時代の石敷き製塩炉（レプリカ）や、淡路市内の遺跡で発見されたタコつぼ、製塩土器など、海にまつわる考古資料を展示している。
2階では、昔のカメラ、大坪焼、時計、灯りなど数多くの資料を収蔵展示している。

## 利用情報
- 営業時間
  - 9時-17時（入館受付時間16時30分まで）
- 入館料
  - 【個人】大人310円・小人150円
  - 【団体】大人250円・小人120円
  - 【障害者手帳をお持ちの方及びその介護者】大人150円・小人80円
- 休館日
  - 毎週月曜日（月曜日が祝日の場合は翌平日）、年末年始（12月28日 - 1月3日）

## アクセス
- 神戸淡路鳴門自動車道 北淡ICより北へ約7分
- 明石港（ジェノバライン） - 岩屋ポートターミナル（あわ神あわ姫バス） - 浅野バス停下車、徒歩約3分